# Jean-Michel Larqué
Jean-Michel Larqué (ur. 8 września 1947 w Bizanos) – piłkarz francuski grający na pozycji pomocnika. W swojej karierze rozegrał 14 meczów w reprezentacji Francji, w których strzelił 2 gole.

## Kariera klubowa
Swoją karierę piłkarską Larqué rozpoczął w klubie JAB Pau. W 1965 roku przeszedł do AS Saint-Étienne. W 1966 roku awansował do kadry pierwszej drużyny Saint-Étienne. W sezonie 1965/1966 zadebiutował w jego barwach w pierwszej lidze francuskiej. W Saint-Étienne grał do 1977 roku. Wraz z Saint-Étienne siedmiokrotnie wywalczył tytuł mistrza Francji w latach 1967, 1968, 1969, 1970, 1974, 1975 i 1976, co stanowi rekord ligi francuskiej (wraz z Hervém Revellim, Sidneyem Govou, Grégorym Coupetem i Juninho Pernambucano). Czterokrotnie zdobywał Puchar Francji (1968, 1970, 1975 i 1977) i dwukrotnie Superpuchar (1967 i 1969). W 1976 roku wystąpił w przegranym 0:1 finale Pucharu Mistrzów z Bayernem Monachium.
W 1977 roku Larqué odszedł z Saint-Étienne do Paris Saint-Germain, w którym spędził dwa lata. W 1980 roku został zawodnikiem innego paryskiego klubu, RC Paris. Grał w nim do końca swojej kariery, czyli do 1982 roku.
| Sezon   | Klub                | Kraj    | Rozgrywki  | Mecze | Bramki |
| ------- | ------------------- | ------- | ---------- | ----- | ------ |
| 1965/66 | AS Saint-Étienne    | Francja | Division 1 | 4     | 2      |
| 1966/67 | AS Saint-Étienne    | Francja | Division 1 | 27    | 7      |
| 1967/68 | AS Saint-Étienne    | Francja | Division 1 | 21    | 5      |
| 1968/69 | AS Saint-Étienne    | Francja | Division 1 | 19    | 2      |
| 1969/70 | AS Saint-Étienne    | Francja | Division 1 | 28    | 9      |
| 1970/71 | AS Saint-Étienne    | Francja | Division 1 | 33    | 7      |
| 1971/72 | AS Saint-Étienne    | Francja | Division 1 | 38    | 13     |
| 1972/73 | AS Saint-Étienne    | Francja | Division 1 | 36    | 12     |
| 1973/74 | AS Saint-Étienne    | Francja | Division 1 | 33    | 7      |
| 1974/75 | AS Saint-Étienne    | Francja | Division 1 | 33    | 9      |
| 1975/76 | AS Saint-Étienne    | Francja | Division 1 | 32    | 5      |
| 1976/77 | AS Saint-Étienne    | Francja | Division 1 | 22    | 2      |
| 1977/78 | Paris Saint-Germain | Francja | Division 1 | 5     | 0      |
| 1978/79 | Paris Saint-Germain | Francja | Division 1 | 18    | 0      |
| 1980/81 | RC Paris            | Francja | Division 3 | 25    | 9      |
| 1981/82 | RC Paris            | Francja | Division 3 | 18    | 2      |

## Kariera reprezentacyjna
W reprezentacji Francji Larqué zadebiutował 10 września 1969 roku w wygranym 3:1 meczu eliminacji do MŚ 1970 z Norwegią. W swojej karierze grał też na Igrzyskach Olimpijskich w Meksyku, w eliminacjach do MŚ 1970 i Euro 76. Od 1969 do 1976 roku rozegrał w kadrze narodowej 14 meczów i zdobył w nich 2 bramki.
| Mecze i gole w reprezentacji | Mecze i gole w reprezentacji | Mecze i gole w reprezentacji | Mecze i gole w reprezentacji | Mecze i gole w reprezentacji | Mecze i gole w reprezentacji | Mecze i gole w reprezentacji |
| #                            | Data                         | Stadion                      | Rywal                        | Wynik                        | Gol                          | Rozgrywki                    |
| 1969                         | 1969                         | 1969                         | 1969                         | 1969                         | 1969                         | 1969                         |
| ---------------------------- | ---------------------------- | ---------------------------- | ---------------------------- | ---------------------------- | ---------------------------- | ---------------------------- |
| 1.                           | 10.09.1969                   | Oslo, Norwegia               | Norwegia                     | 3:1                          | 0                            | el. MŚ 1970                  |
| 1970                         |                              |                              |                              |                              |                              |                              |
| 2.                           | 07.10.1970                   | Wiedeń, Austria              | Austria                      | 0:1                          | 0                            | towarzyski                   |
| 1972                         |                              |                              |                              |                              |                              |                              |
| 3.                           | 08.04.1972                   | Bukareszt, Rumunia           | Rumunia                      | 0:2                          | 0                            | towarzyski                   |
| 4.                           | 11.06.1972                   | San Salvador, Salwador       | CONCACAF                     | 5:0                          | 0                            | Taça Independência 1972      |
| 5.                           | 18.06.1972                   | San Salvador, Salwador       | Kolumbia                     | 3:2                          | 0                            | Taça Independência 1972      |
| 6.                           | 02.09.1972                   | Pireus, Grecja               | Grecja                       | 3:1                          | 1                            | towarzyski                   |
| 7.                           | 13.10.1972                   | Paryż, Francja               | ZSRR                         | 1:0                          | 0                            | el. MŚ 1974                  |
| 8.                           | 15.11.1972                   | Dublin, Irlandia             | Irlandia                     | 1:2                          | 1                            | el. MŚ 1974                  |
| 1973                         |                              |                              |                              |                              |                              |                              |
| 9.                           | 19.05.1973                   | Paryż, Francja               | Irlandia                     | 1:1                          | 0                            | el. MŚ 1974                  |
| 1975                         |                              |                              |                              |                              |                              |                              |
| 10.                          | 25.05.1975                   | Reykjavík, Islandia          | Islandia                     | 0:0                          | 0                            | el. ME 1976                  |
| 11.                          | 15.11.1975                   | Paryż, Francja               | Belgia                       | 0:0                          | 0                            | el. ME 1976                  |
| 1976                         |                              |                              |                              |                              |                              |                              |
| 12.                          | 24.04.1976                   | Lens, Francja                | Polska                       | 2:0                          | 0                            | towarzyski                   |
| 13.                          | 22.05.1976                   | Budapeszt, Węgry             | Węgry                        | 0:1                          | 0                            | towarzyski                   |
| 14.                          | 01.09.1976                   | Kopenhaga, Dania             | Dania                        | 1:1                          | 0                            | towarzyski                   |

## Kariera trenerska
W swojej karierze trenerskiej Larqué krótko był grającym trenerem. Prowadził Paris Saint-Germain i RC Paris.